# Encyrtocephalus albiclava
Encyrtocephalus albiclava är en stekelart som först beskrevs av Girault 1915.  Encyrtocephalus albiclava ingår i släktet Encyrtocephalus och familjen puppglanssteklar. Inga underarter finns listade i Catalogue of Life.